# Dembos
Dembos és un municipi d'Angola que forma part de la província de Bengo. Té una superfície de 1.170 km² i una població de 28.202 habitants. Limita al nord amb els municipis de Nambuangongo i Quitexe, a l'est amb el de Bula Atumba, al sud amb el de Pango-Aluquém i a l'oeste amb el de Dande. La seu és a la vila de Quibaxe i es troba a 180 kilómetres al nord de Caxito.

## Subdivisions
És format per les comunes de:
- Paredes
- Piri
- Quibaxe
- São José das Matas (antiga Quoxe)

## Política
El municipi formà part de la província de Kwanza-Nord abans de la independència d'Angola l'11 de novembre de 1975. Hi va romandre agregada a aquesta província fins 1983, quan fou integrat en la província de Bengo. Fou elevat a la categoria de vila en 1921, per la Portaria nº57.
El 28 de juliol de 2016 la ciutat va celebrar els seus 95 anys. El punt més alt de les celebracions va ser l'obertura d'un sistema de recollida, tractament i distribució d'aigua a la seu municipal de Dembos, en benefici de la població de la localitat de Quibaxe i els seus voltants. També es diposità una corona i es va dur a terme un ritual tradicional a la font del riu Sengue. També hi va haver visites a l'hospital regional, al servei de neteja del poble, al culte ecumènic, una fira de diversos productes, proves d'atletisme, una conferència sobre A história da região dos Dembos, brou de Dembos i una nit cultural amb llençament de focs artificials.